# Masters At Work
Masters At Work er et producerteam fra USA. MAW består af "Little" Louie Vega og Kenny "Dope" Gonzales.

## Diskografi
- Masters at work (1991)
- The album (1993)
- Maw presents a tribute to fela (1998)
- Our time is coming (2002)

| Musikgruppe | Spire Denne artikel om en amerikansk musikgruppe er en spire som bør udbygges. Du er velkommen til at hjælpe Wikipedia ved at udvide den. |